# Фейбер (озеро)
Фейбер (англ. Faber Lake) — озеро в Северо-Западных территориях в Канаде. Расположено в центральной части территорий, между Большим Невольничьим и Большим Медвежьим озёрами. Одно из больших озёр Канады — площадь водной поверхности 416 км², общая площадь — 439 км², двадцать первое по величине озеро Северо-Западных территорий. Высота над уровнем моря 213 метров.